# شب‌خروش صورت‌سرخ
شب‌خروش صورت‌سرخ (نام علمی: Penelope dabbenei) نام یک گونه از سرده شب‌خروش‌های اصلی است.